# Huelva
Huelva este un oraș în comunitatea autonomă Andaluzia, Spania.
Se află lângă Oceanul Atlantic, la o altitudine de 54 m deasupra nivelului mării. Are o suprafață de 149.000.000 m². Populația este de 143.290 locuitori, determinată în 2024, prin registru de stare civilă[*].